# تیوپروپازات

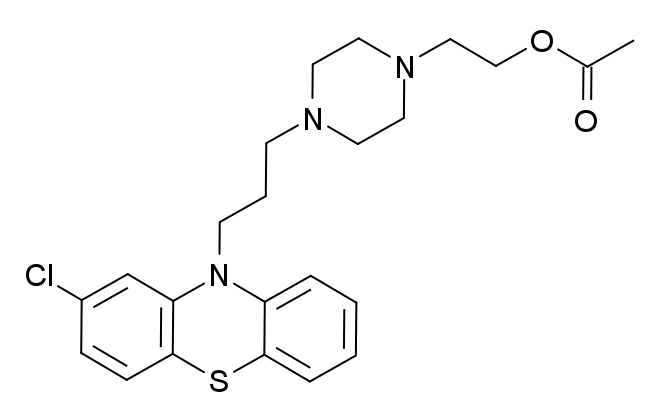
فرمول شیمیایی تیوپروپازات

تیوپروپازات (انگلیسی: Thiopropazate) دارویی است که برای درمان سیکوز، شیزوفرنی حاد و مزمن، سیکونوروز، اختلال عصبی ناشی از وسواس، تهوع و استفراغ و دردهای ناشی از سرطان استفاده می‌شود.

## ملاحظات
در مواردی همچون افسردگی روحی، اختلالات کبدی و در افراد مبتلا به صرع با احتیاط مصرف شود.

## عوارض جانبی
مصرف این دارو ممکن است فعالیت الکل، داروهای مخدر و آرامبخش را افزایش دهد و منجر به پارکینسون شود.